# 賴因哈德·比蒂科費爾
（1953年1月26日—），是联盟90/绿党籍的德国政治家、曾任該黨共同主席（2002年到2008年）。自2009年以來比蒂科費爾是歐洲議會議員。

## 生平
比蒂科費爾出生在曼海姆，在斯派爾長大。他在海德堡學習哲學，漢學和歷史，但沒有完成他的學業。在文化大革命时期，他曾活跃于德中友好协会。於1984年，他當選為海德堡鎮議會，成為綠黨的成員，是他綠黨政治生涯的起點。 1988年到1996年，他是巴登-符騰堡州州議會的議員。他是欧洲议会工业、研究与能源委员会的成员，也是欧洲议会有关在欧洲实施有效原材料战略的报告人。此外，他还在外交事务委员会和安全与防御小组委员会担任职务。他是歐洲議會对中國代表團的成員。

## 政治观点
比蒂科费尔曾是一名毛主义者，青年时代活跃于西德共产主义联盟，曾参与创建德中友好协会海德堡分部，并于1974年、1993年分别以学生与州议员的身份访华，2003年接受记者采访时赞扬毛泽东时代中国的农民和妇女解放运动，并支持绿党与中国共产党进行合作。但在担任欧洲议会议员后，其政治观点开始右倾，2018年曾称“欧洲大陆一直在努力消除卡尔·马克思的影响，但你们中国却使之发扬光大”。

## 人物事件
2021年3月22日，欧盟宣布就新疆问题对华4名官员和1家公司实施制裁后，中国宣布对包括比蒂科费尔在内的10名人员和4个实体实行反制裁。

## 荣誉

### 外国勋章奖章
- 特種外交獎章（中华民国外交部，2022年11月3日颁授[9]）

## 外部連結
- 萊因哈德·比蒂科夫的個人網站 （页面存档备份，存于）